# كلايد كالدويل
كلايد كالدويل (بالإنجليزية: Clyde Caldwell)‏ هو رسام توضيحي أمريكي، ولد في 20 فبراير 1948 في غاستونيا في الولايات المتحدة.

## وصلات خارجية
- الموقع الرسمي